# Galaga (système d'arcade)
Pour le jeu vidéo portant le même nom, voir Galaga.
Le Galaga est un système d'arcade, destiné aux salles d'arcade, créé par la société Namco en 1981.

## Description
Namco enchaine les hits planétaires avec ce nouveau système d'arcade possédant le nom du jeu le plus célèbre qui verra le jour dessus. À chaque nouveau système, jusqu'à la fin de l'âge d'or des jeux d'arcade, c'est le succès et des jeux qui deviendront cultes dans l'univers de l'arcade (Pac-Man, Rally-X, Galaxian, et ce nouveau système Galaga n'échappe pas à la règle, avec des jeux tels que Xevious, Galaga ou Dig Dug.
Le processeur central de système est composé de 3 Zilog Z80, incontournable en arcade. Le chipset son utilisé est la même puce Namco Custom utilisée sur le système Pac-Man. D'autres processeurs sont utilisés en nombre varié suivant les jeux : les Fujitsu MB8842, MB8843 et MB8844 Certains sons sur certains jeux sont produits par des circuits électroniques discrets. Ce matériel intègre également une puce supplémentaire : Namco Custom I/O controller, gérant les contrôles. Chaque jeu possède une deuxième PCB supportant le matériel vidéo. Les PCB principales de Bosconian et Galaga sont identiques, celles des autres jeux diffèrent mais la structure et les puces utilisées sont les mêmes,.

## Spécifications techniques

### Processeurs
- Processeur central : 3 × Zilog Z80 cadencé à 3,072 MHz
- Processeurs supplémentaires en quantité variable suivant le jeu (de 0 à 3) :
  - Fujitsu MB8842 cadencé à 1,536 MHz
  - Fujitsu MB8843 cadencé à 1,536 MHz
  - Fujitsu MB8844 cadencé à 1,536 MHz

### Affichage
- Résolution et couleurs :
  - 224 × 288
  - 288 × 224
- Palette de 544 à 1152 couleurs

### Audio
- Puce audio : Namco Custom cadencée à 0,096 MHz
- Circuit discret sur certains jeux
- Capacité audio : Mono

## Liste des jeux
| Titre         | Développeur | Éditeur | Système | Genre | Date |
| ------------- | ----------- | ------- | ------- | ----- | ---- |
| Bosconian     | Namco       | Namco   | Galaga  |       | 1981 |
| Dig Dug       | Namco       | Namco   | Galaga  |       | 1982 |
| Galaga        | Namco       | Namco   | Galaga  |       | 1981 |
| Super Xevious | Namco       | Namco   | Galaga  |       | 1984 |
| Xevious       | Namco       | Namco   | Galaga  |       | 1982 |